# Mala Horeanka, Kremeneț
Mala Horeanka (în ucraineană Мала Горянка) este un sat în comuna Velîka Horeanka din raionul Kremeneț, regiunea Ternopil, Ucraina.

## Demografie
Componența lingvistică a localității Mala Horeanka
     Ucraineană (100%)
Conform recensământului din 2001, toată populația localității Mala Horeanka era vorbitoare de ucraineană (100%).